# Bogaras Joe
A Bogaras Joe (eredeti cím: Joe's Apartment) 1996-ban bemutatott amerikai zenés vígjáték, melyet John Payson írt és rendezett, 1992-ben bemutatott Joe's Apartment című rövidfilmje alapján. Ez volt az első film, mely a Blue Sky Studios-féle számítógépes animáció technikával készült. A főbb szerepekben Jerry O’Connell és Megan Ward látható. A mozifilm a Geffen Pictures gyártásában készült a MTV Films koprodukciójával és a Warner Bros. forgalmazásában jelent meg.
Az Amerikai Egyesült Államokban 1996. július 26-án mutatták be a mozikban. Magyarországon két szinkronos változat készült belőle: az elsőt 1997-ben adták ki VHS-en, a másodikat 2001. szeptember 23-án az RTL Klub tűzte műsorra.

## Cselekmény
Joe nemrég végzett az Iowai Egyetemen, most kevés pénzzel New Yorkba költözik, ahol lakást és munkát keres. Egy Walter Szar névre hallgató művész segít neki: egy idős hölgy, Mrs. Grotowski halála után egy lebontásra ítélt épületben beköltözteti őt a nő lakásába, mindenkinek azt állítva, Joe az elhunyt fia. Dougherty szenátor ki akarja üríttetni az épületet egy börtön számára. A lakókat egy Alberto Bianco nevű bűnöző és annak Vlad, illetve Jesus nevű unokaöccsei segítségével félemlíti meg, költözésre bírva őket.
Joe felfedezi, hogy a lakást beszélő és éneklő csótányok tízezreivel osztja meg, melyek örülnek a rendetlen új lakónak. Vezetőjük, Ralph irányításával elkergetik Bianco bandáját. Beleunva abba, hogy az édesanyja által küldött ételből tartja fenn magát és kilátástalan munkákat vállal el (melyeket rendre el is veszít jó szándékú "lakótársai" miatt), Joe Walter együttesének dobosa lesz. Találkozik Dougherty lányával, aki saját projektjeként közösségi kertet akar létrehozni Joe lakótömbje körül.
Lily ellátogat Joe lakására, de a csótányok elüldözik a lányt, akinek a kertjét apja emberei lerombolják. Miközben Joe a csótányokkal vitatkozik tönkretett randija miatt, az épület is hasonló sorsra jut. A csótányok összehívják New York összes ízeltlábúját, patkányát és galambját, újjáépítve a kertet és elintézve a szükséges adminisztratív papírmunkát, így visszaállítva a környék békéjét.

## Szereplők
| Szereplő           | Színész              | 1. magyar szinkron (InterCom, 1997) | 2. magyar szinkron (RTL Klub, 2001) |
| Szereplő           | Színész              | Magyar hang                         | Magyar hang                         |
| ------------------ | -------------------- | ----------------------------------- | ----------------------------------- |
| Joe Grotowski      | Jerry O’Connell      | Bolba Tamás                         | Markovics Tamás                     |
| Lily Dougherty     | Megan Ward           | Gubás Gabi                          | Huszárik Kata                       |
| Walter Shit        | Jim Turner           | Kálloy Molnár Péter                 | Kálid Artúr                         |
| Blank              | Sandra „Pepa” Denton | Kocsis Mariann                      | Bognár Gyöngyvér                    |
| Dougherty szenátor | Robert Vaughn        | Szokolay Ottó                       | Fülöp Zsigmond                      |
| Alberto Bianco     | Don Ho               | Botár Endre                         | Buss Gyula                          |
| Jesus Bianco       | Jim Sterling         | Kálid Artúr                         | F. Nagy Zoltán                      |
| Vladimir Bianco    | Shiek Mahmud-Bey     | Viczián Ottó                        | Barabás Kiss Zoltán                 |
| P.I. Smith         | David Huddleston     | Kardos Gábor                        | Kardos Gábor                        |
| Ms. Featherstone   | Patricia O'Connell   | Némedi Mari                         | Bókai Mária                         |
| Szereplő           | Eredeti hang         | Magyar hang                         | Magyar hang                         |
| Csótány Ralph      | Billy West           | Bognár Zsolt                        | Kassai Károly                       |
| Csótány Rodney     | Reginald Hudlin      | Szokol Péter                        | Szokol Péter                        |

- További magyar hangok (emberek) (1. magyar szinkronban): Beratin Gábor, Katona Zoltán, Vennes Emmy, Vizy György[1]
- További magyar hangok (csótányok hangja) (1. magyar szinkronban): Albert Péter, Andresz Kati, Bessenyei Emma, Breyer Zoltán, Csuha Lajos, Kálid Artúr, Mikula Sándor, Viczián Ottó[1]
- További magyar hangok (emberek) (2. magyar szinkronban): Beratin Gábor, Bolla Róbert, Hirling Judit, Végh Ferenc, Vizy György[2]
- További magyar hangok (csótányok hangja) (2. magyar szinkronban): Breyer Zoltán, Katona Zoltán, Koffler Gizi, Némedi Mari, Ősi Ildikó, Pálfai Péter, Varga Tamás[2]

## A film zenéje
1. Joe's Apartment Theme
2. Rotten Apple
3. Garbage in the Moonlight
4. Cat Rodeo
5. Funky Towel
6. Sewer Surfin'
7. Hold My Feeler
8. Discharge
9. New York City
10. Shoo Bee Do Bee Do
11. Impossible Mission
12. Nod Off
13. Winn Coma
14. The Incumbent
15. The Tallest Building in the World
16. Loi Sai Da
17. Love ThemeWaiting
18. On the Sand
19. Involved
20. Apiary
21. Prayin' (for a Jeapbeat)
22. De La F.U.N.K.Y. Towel
23. 86

## Televíziós megjelenések
- 1. magyar szinkron: HBO
- 2. magyar szinkron: RTL Klub, Cool, Film+